# Sh2-181
Sh2-181 est une nébuleuse en émission visible dans la constellation de Cassiopée.
Elle est située dans la partie nord de la constellation, à quelques degrés au nord-est de l'étoile κ Cassiopeiae. La période la plus appropriée pour son observation dans le ciel du soir se situe entre les mois d'août et de janvier et elle est considérablement facilitée pour les observateurs situés dans les régions de l'hémisphère boréal, où elle se produit circumpolaire jusqu'aux régions tempérées chaudes.
C'est une région H II située à une distance d'environ 1 400 pc (∼4 570 al), au bord intérieur du bras de Persée. Une étude détaillée sur l'association OB Cassiopeiae OB7 indique que cette nébuleuse est située le long de la ligne de visée de l'association elle-même, faisant l'hypothèse d'une possible interaction avec elle. La distance indiquée est égale à environ 2 000 pc (∼6 520 al), et donc les étoiles responsables de son ionisation pourraient bien être celles de l'association. La source de rayonnement infrarouge IRAS 00463+6459 serait également associée à cette nébuleuse.